# La ley de Herodes
La ley de Herodes ist ein mexikanischer Film aus dem Jahr 1999, der von dem Filmregisseur Luis Estrada gedreht wurde. Bei dem Film handelt es sich um eine schwarze, politische Komödie und Satire, die – in die Vergangenheit versetzt – das aktuelle Problem der Korruption verhandelt. Die Handlung spielt im Jahr 1949, als der korrupte Bürgermeister einer kleinen Stadt von den Bürgern ermordet wird. Juan Vargas, ein treues Parteimitglied, wird an seiner Stelle eingesetzt. Er versucht die Stadt ehrlich zu führen, merkt aber, dass er, ohne sich in das korrupte politische System einzugliedern, nicht vorankommt. So nutzt er das Gesetz, um an Geld zu kommen, schüchtert die Bewohner mit seiner Pistole ein und wird zum Mörder. Letztendlich vertreiben ihn aber die Bewohner wieder, zum Schluss des Filmes hält Juan Vargas als Kongressmitglied eine Rede vor dem Parlament.
Der Film La ley de Herodes fand ein internationales Publikum und gute Kritiken, um die Veröffentlichung kam es jedoch zu Komplikationen, die als Zensur aufgefasst wurden, weil die Partido Revolucionario Institucional direkt genannt wurde. Infolge lauter Kritik gab der Direktor des Instituto Mexicano de Cinematografía, Eduardo Amarena, die Rechte am Film ab, so dass allein Estrada für die Aufführung zuständig war. Der Film erreichte dann in Mexiko viele Zuschauer und wurde auch in den USA und in Europa gezeigt.
La ley de Herodes erhielt zahlreiche Preise, darunter im Jahr 2000 den goldenen Premio Ariel für den besten Film und in neun weiteren Kategorien den silbernen Ariel.

## Handlung
Im Jahr 1949 wird der korrupte Bürgermeister von San Pedro de los Saguayos, der sich auf seinem Posten bereichert hat und mit dem ergaunerten Geld zu fliehen versucht, von den wütenden Bürgern ermordet. Auf der Suche nach einem Ersatz setzt der Provinzgouverneur López den Schrotthändler Juan Vargas als neuen Bürgermeister ein, weil dieser ein treues und altgedientes Mitglied der Partido Revolucionario Institucional ist. Vargas fährt mit seiner Frau, die diese Position als ersten Schritt der Karriereleiter begreift, in das abgelegene Dorf, das überwiegend von Indios, die nicht Spanisch sprechen können, bewohnt wird und dessen Schule nicht mehr nutzbar ist. Er versucht Gutes für das Dorf zu tun und geht etwa auf die Beschwerde des Doktors, der der Partido Acción Nacional angehört, ein und versucht das örtliche Bordell zu schließen. Dabei stößt Vargas jedoch an Grenzen, da die finanziellen Mittel fehlen.
Auf Anraten seiner Frau fährt Vargas zum Gouverneur, um ihn um Geld zu bitten. Auf dem Weg hat er eine Panne mit dem Auto und ist auf die Hilfe eines Amerikaners angewiesen, der die einfache Reparatur vornimmt, aber dafür von Vargas viel Geld verlangt, das dieser nicht zahlen kann. In der Parteizentrale übergibt der Bürgermeister dem Gouverneur ein Schwein als Geschenk, erhält aber keine finanzielle Unterstützung. Stattdessen erhält Vargas eine Ausgabe der mexikanischen Verfassung und einen Revolver. Wieder zurück in San Pedro de los Saguayos, lässt sich Juan Vargas von der Bordellbesitzerin Doña Lupe mit Geld bestechen und nimmt auch ihr Angebot wahr, kostenlos das Bordell zu besuchen. Der korrupte Priester unterstützt die Wandlung von Juan Vargas, der in der Folge Gesetze erfindet und neue Steuern eintreibt. Dazu stößt auch der Amerikaner, der von Vargas angestellt wird, um den Ort zu modernisieren. Um die einflussreichsten Personen des Städtchens von diesen Entwicklungen zu überzeugen, veranstalten Vargas und seine Frau ein Essen, auf dem dieser seine Ideen vorstellt, dem Plan Präsident Miguel Alemán Valdés’ zu entsprechen, das Land zu modernisieren. Vargas kündigt zudem einen Besuch des Präsidenten an.
Als Vargas erneut die Dienste des Bordells in Anspruch nehmen will, wird er von Doña Lupe und ihrem Mann aufgehalten und erniedrigt, woraufhin er der Bordellbesitzerin in den Fuß schießt. In der Nacht lauert Juan Vargas den beiden auf und erschießt sie. Die Leichen entsorgt er in einem Tal. Seine Frau verdächtigt ihn, in dieser Nacht wieder bei den Huren gewesen zu sein, und sie geht in der Folge mit dem Amerikaner fremd. Dabei wird sie jedoch von ihrem Ehemann erwischt. Der Amerikaner muss fliehen, während Vargas seine Frau schlägt und dann ankettet. Seine Situation verschlimmert sich zusehends, und als der Gouverneur mit einem Helfer in das Dorf kommt, um von Vargas Geld einzufordern, ermordet dieser die beiden, nachdem er festgestellt hat, dass seine Frau mit dem Geld geflohen ist. Im Dorf kommt es zu einem Aufstand. Die Bürger kreisen Vargas mit Fackeln bewaffnet ein, und er klettert auf den einzigen Strommast des Ortes.
Juan Vargas wird jedoch nicht wie sein Vorgänger ermordet, sondern gerettet. Am Ende des Films hält er als Präsident eine Rede vor dem Kongress der Union Mexiko, in der er verkündet, dass die Partido Revolucionario Institucional nie die Regierung verlieren dürfe. Dann ist zu sehen, wie der neue Bürgermeister nach San Pedro de los Saguayos kommt. Damit endet der Film.

## Hintergrund
Die Produktionsfirma für La ley de Herodes war Bandidos Films, die von Alta Vista Films, Nu Vision und dem Instituto Mexicano de Cinematografía unterstützt wurde. Gedreht wurde in Mexiko-Stadt und Tehuacán. Der Film widmete sich dem Thema der Korruption in Mexiko und löste aufgrund der Nennung der Partido Revolucionario Institucional heftige Kontroversen aus, obwohl der Film in den 1950er-Jahren spielt. Diese direkte Bezugnahme auf die Partei gab es zuvor nur einmal in der Geschichte des mexikanischen Films. 1960 drehte Julio Bracho La sombra del caudillo, der aufgrund seiner kritischen Bezugnahme auf die PRI 30 Jahre der Zensur zum Opfer fiel. Auch um La ley de Herodes entbrannte eine Zensurdiskussion, nachdem erste Aufführungen unter verschiedenen Vorwänden und Umständen nicht stattfanden oder misslangen. Eine Aufführung in der Cineteca Nacional wurde mit einer qualitativ sehr schlechten Filmkopie betrieben, eine kommerzielle Aufführung im Kino Cinemark 12 fiel aufgrund von Problemen mit dem Projektor aus. Dies fassten etwa Bertha Navarro, Mitglied des Verbandes unabhängiger Filmproduzenten, und Isela Vega als eine neue Form der Zensur auf. Nach Kritik von zahlreichen Filmschaffenden, er habe dem Druck von Funktionsträgern der Partei nachgegeben und die Aufführung des Films sabotiert, gab der Direktor des Instituto Mexicano de Cinematografía, Eduardo Amarena, die Rechte am Film ab, so dass allein Estrada für die Aufführung zuständig war. Der Film erreichte in Mexiko viele Zuschauer und war ein finanzieller Erfolg. Er wurde auch in den Vereinigten Staaten und Europa gezeigt, wo er jedoch nicht den thematischen Einfluss wie in seinem Ursprungsland erreichen konnte. Zum Teil wurde der Film auch als Beitrag zum Niedergang der Partido Revolucionario Institucional aufgefasst, womit sein Einfluss jedoch überbewertet wird.
Der Film weist einige Punkte auf, die speziell Mexikaner ansprachen und für diese außergewöhnlich waren, Amerikaner und Europäer jedoch nicht in dieser Weise erreichten. So war die Verwendung einer Photographie von Miguel Alemán Valdés im Büro des Gouverneurs López als direkte historische Bezugnahme auf die mexikanische Politik und die Partei für Mexikaner Aufsehen erregend. Humorvolle Anspielung wie das Wiedererkennen des berühmten mexikanischen Komödianten Tin Tan in einer Photographie des Schrotthändlers, den López dann zum Bürgermeister macht, blieben ebenso vielen Ausländern verschlossen. Der Film, dessen Bilder in dunklen, erdigen Farben gehalten sind, arbeitet häufig mit Symbolen. So sind selbst die Figuren nicht besonders als Charaktere ausgearbeitet, sondern verweisen bloß auf bestimmte Verhaltensweisen, die Unterminierung des Staates durch die Korruption wird etwa in der Eröffnungsszene, in der der korrupte Bürgermeister das ergaunerte Geld zusammenrafft, durch das Bild des in einer ausgehöhlten Ausgabe der Verfassung versteckten Geldes ausgedrückt.

## Kritik
Die Webseite Metacritic weist für LA ley de Herodes einen Wert von 64 von 100 Punkten aus, wobei sie sieben positive und vier neutrale Kritiken ausweist. Im Boston Globe beschrieb Wesley Morris den Film als „funny, evocatively photographed, and vibrantly acted salvo, and it works as a pessimistic slap upside the head of corrupt governments everywhere.“ Der Filmrezensent der Chicago Sun-Times, Roger Ebert, empfand den Film als mutig und gewagt, die Figuren jedoch nur als Symbole und nicht als Charaktere gestaltet. Damit sprach er eine weit verbreitete Kritik aus. Er schrieb: „The film is bold and passionate, but not subtle, and that is its downfall. Luis Estrada […] uses his characters so clearly as symbols that he neglects to give them the complexity of human beings.“ Carla Meyer vom San Francisco Chronicle bringt La ley de Herodes auf die Formel: „the film portrays the scandal-plagued PRI as a corrupt, whoring, murdering nightmare.“ Sie schrieb: „Herod’s suffers from its enthusiasm, so fueled by anger and emotion that storytelling grows clouded. Irreverence gives way to polemic, then to an orgy of violence.“ Sie kritisierte wie auch Egbert fehlende Subtilität der politischen Kritik.

## Auszeichnungen
La ley de Herodes konnte einige Preise gewinnen. Im Jahr 2000 erhielt der Film den von der Academia Mexicana de Artes y Ciencias Cinematográficas verliehenen Premio Ariel in Gold als bester Film. Darüber hinaus konnte der Film neun silberne Ariel für sich verbuchen. Damián Alcázar wurde als bester Hauptdarsteller ausgezeichnet, Pedro Armendáriz Jr. und Isela Vega wurden als beste Nebendarsteller und Nebendarstellerin ausgezeichnet und Juan Carlos Colombo erhielt den Preis als bester Darsteller in einer kleinen Rolle. Luis Estrada erhielt den Premio Ariel als bester Regisseur und gemeinsam mit Jaime Sampietro, Fernando León de Aranoa und Vicente Leñero für das beste direkt adaptierte Drehbuch. Auch in drei künstlerischen Kategorien wurde dem Film der Preis verliehen. So erhielt María Estela Fernández ihn für das beste Kostümdesign, Alfredo Mora und Felipe Salazar für das beste Make-up und Salvador Parra für das beste Produktionsdesign.
Beim Havana Film Festival im Jahr 2000 erhielt Luis Estrada die Auszeichnung für den besten Schnitt sowie den Award of the Havana University, den CARACOL Award und den Martin Luther King Memorial Center Award. Beim Sundance Film Festival des Jahres 2000 wurde Estrada mit dem Latin America Cinema Award ausgezeichnet, der jedoch mit dem Film Keine Post für den Oberst (El Coronel no tiene quien le escriba) geteilt wurde. Beim Valladolid International Film Festival im selben Jahr erhielt Damián Alcázar die Auszeichnung als bester Schauspieler. Zudem wurde dort Norman Christianson wie auch beim Viña del Mar Film Festival im Folgejahr für seine Kameraführung ausgezeichnet. Isela Vega gewann 2001 den Premios ACE als beste Nebendarstellerin.